# Михайлова, Любовь Петровна
Любовь Петровна Михайлова (3 июля 1939, Артём — 24 мая 2020) — советский и российский филолог.

## Биография
Родилась в 1939 году в крестьянской семье в деревне Артём Любытинского района Новгородской области.
В 1961 году она окончила историко-филологический факультет Новгородского педагогического института, после чего работала в Крестецкой средней школе Новгородской области учителем русского языка, литературы, истории и немецкого языка.
В 1964—1966 годах — ассистент кафедры русского языка Новгородского педагогического института, затем аспирантка кафедры русского языка Ленинградского педагогического института им. А. И. Герцена (научный руководитель — профессор Б. Л. Богородский).
В 1970 году защитила кандидатскую диссертацию на тему «Лексика льнообработки, прядения и ткачества в новгородских говорах», затем была направлена в Череповецкий педагогический институт.
С 1975 года — доцент в Череповецком педагогическом институте.
С 1976 года — доцент кафедры русского языка в Карельском педагогическом институте.
В 1979—1982 годах — декан, в 1982—1988 годах — заместитель декана филологического факультета Карельского пединститута.
Л. П. Михайлова более 35 лет руководила проблемной группой «Лингвистическое краеведение».
В течение многих лет она заведовала лабораторией лингвокраеведения и языковой экологии при кафедре русского языка Петрозаводского государственного университета.

## Научная работа
Л. П. Михайлова лингвист-энтузиаст, самый авторитетный в Карелии ученый-диалектолог. Её основной научный интерес — проблемы формирования лексического состава русских говоров Карелии, взаимодействие славянских и прибалтийско-финских языков на лексическом уровне.
Она со студенческих лет участвовала в диалектологических экспедициях в Тверской, Новгородской, Вологодской областях, Карелии. За свою научную карьеру она провела более 50 экспедиций. В этих экспедиция был собран материал для «Диалектологического атласа русского языка» и для областных словарных картотек, для «Новгородского областного словаря», «Словаря русских говоров Карелии и сопредельных областей», зафиксированы многие топонимы и фольклорные тексты.
С 1970 по 2005 год она участвовала в работе над «Словарем русских говоров Карелии» как руководитель группы диалектологов кафедры русского языка Карельского пединститута, написала для него сотни словарных статей и была его редактором.
Учёная разработала спецкурсы по региональной русской лексикологии и ономастике, лингвистическому краеведению, по вопросам славяно-финских языковых контактов.
Л. П. Михайлова — автор более 300 научных публикаций. Её высшее достижение — работа «Словарь экстенциальных лексических единиц в русских говорах» — была отмечена С. А. Мызниковым, З. К. Тарлановвым, В. В. Шаповалом, Ж. Ж. Варбот.

## Награды
- В 1996 году получила звание «Заслуженный деятель науки Республики Карелия»[1].
- В 2006 году награждена медалью ордена «За заслуги перед Отечеством» II степени[1].